# Patrouille 03
Production
Diffusion
Patrouille 03 (en anglais : Patrol 03) est une série télévisée d'animation franco-canadienne produite en 1998. En France, la série a été rediffusée sur la chaîne Gulli.

## Synopsis
Alexandre Walrus, morse anthropomorphe et maire de la ville fictive de Los Diablos, organise un concours par correspondance pour recruter trois nouveaux policiers. Au terme des examens, trois agents intègrent les rangs de la police de la ville : Shorty, un basset hound, Carmen, une renarde bleue, et Wilfried, un imposant rat gris. Par la suite, le maire demande aux trois jeunes recrues de le protéger des divers assauts de Pamela Bondani, chef de la police, qui cherche à prendre sa place. Cette dernière fait appel au Professeur Mollo, un redoutable savant fou qu'elle a libéré de prison, pour le mettre à son service.
Tout au long des épisodes, Shorty, Carmen et Wilfred arpentent les rues de la ville pour faire respecter la loi et également contrecarrer subtilement les plans de Pamela Bondani.

## Production
Selon le générique de fin, la série a été doublée aux studios français de la SOFI. L'animation a été effectuée au Luxembourg par la société Neurones.

## Épisodes
Vingt-six épisodes de la série ont été produits :
| № | Titre                             | Première diffusion |
| --- | --------------------------------- | ------------------ |
| 1 | Un hoquet monstre                 | 1998               |
| L'épisode commence avec Shorty, Carmen et Wilfred qui affrontent un gorille sauvage sous les yeux du maire. Le gorille hors d'état de nuire, le maire annonce aux trois compères qu'il les engage dans la police de la ville et qu'ils doivent surveiller les faits et gestes de Pamela Bondani, chef de la police, qui tente de le nuire. Pamela, qui voit d'un très mauvais œil la mutation de ces trois policiers au sein de ses rangs, les mute aux archives. Entretemps, Pamela parvient à libérer le professeur Molo, savant fou, de prison en échange de ses services. Molo crée alors une sorte de limace géante ayant le hoquet afin de saboter la venue du maire dans sa voiture décapotable. |                                   |                    |
| 2 | Le bullomane                      | 11 septembre 1999  |
| Le maire reçoit un appel du Congrès des parfumeurs de luxe qui lui apprend que sa ville a été sélectionné pour un concours prestigieux de parfums. Pour nuire au maire, Pamela Bondani fait appel à Molo qui créera un monstre souffleur de boules puantes. |                                   |                    |
| 3 | Attention au Gloup                | 18 septembre 1999  |
| Le maire apprend à ses administrés qu'il souhaite fleurir sa mairie afin d'obtenir le prix de la meilleure mairie du pays. Pamela Bondani, qui se tenait à l'écart dans sa voiture de police, décide ensuite de prendre la route et voir Molo afin de saboter les plans du maire. Elle est poursuivie par la Patrouille 03 qu'elle parvient plus tard à semer. Elle entre dans un parcours labyrintheux avant d'accéder au laboratoire de Molo qui trouvera un plan : créer un ver géant herbivore qui mangera toutes les plantes du jardin de la mairie. Pamela Bondani, qui saura par la suite, que la Patrouille 03 enquêtait sur ce mystérieux monstre souterrain, les mute dans une autre ville. Ici, les complices de Pamela, Willy Hyena et Joe Bull kidnappent Carmen. Après avoir délivré Carmen, les trois compères se dirigent vers la mairie dans leur voiture de police, passée sous les outils de Snap leur garagiste, pour piéger le ver herbivore finira par rétrécir. |                                   |                    |
| 4 | Sérénades en risque majeur        | 2 octobre 1999     |
| Le maire organise un spectacle d'opéra avec une célèbre cantatrice. Molo tentera de saboter le spectacle avec la venue de son nouveau monstre hurleur. Entretemps, un loup, qui s'avèrera être impresario, tentera de capturer ce monstre afin de lui décrocher un contrat. |                                   |                    |
| 5 | Vas-y Molo !                      | 9 octobre 1999     |
| Le maire regarde une émission de lutte en direct à la télévision depuis sa mairie. Lors d'un match, Fred Putois, coach du lutteur Buck la chatouille, le défie publiquement au micro. Le maire décide alors de sélectionner le lieutenant Rhino comme adversaire pour Buck. Rhino s'entrainera par la suite avec ses collègues de police. Entretemps, Pamela demande à Molo de saboter cette future rencontre. Ce dernier décide d'inventer un casque lui permettant de grandir afin de s'infiltrer sous terre et de causer des tremblements ; le maire démissionnerait, accusé de ne pas avoir respecté les normes de sécurité. Manquant d'asticots, qui lui servent de carburant pour maintenir sa grande taille, le plan de Molo échoue et Rhino gagne le match, permettant au maire de conserver sa place. |                                   |                    |
| 6 | Élastopolitain                    | 16 octobre 1999    |
| La Patrouille 03 est dépêchée sur place par le lieutenant Rhino pour un embouteillage. 1er avril oblige, il n'y avait aucun embouteillage. Carmen, qui voulait en profiter et tester son circulomatique parvient par inadvertance à en créer un. Le maire, qui se trouve dans cet embouteillage à ce moment, décide de faire construire un métro, qui lui ferait ainsi augmenter sa popularité. Au courant de cette nouvelle, Pamela demande à Molo de saboter l'inauguration du métro. Il crée alors l'Élastopolitain, un long monstre à base de caoutchouc, qui avalera les rames et les fera traverser un parcours de train fantôme. Wilfried tentera d'arrêter la course folle du métro, tandis que Carmen et Shorty stopperont la machine qui fabrique le monstre. |                                   |                    |
| 7 | Élecmonstre                       |                    |
| Le maire convoque Pamela et le lieutenant Rhino trouver une solution quant à la pollution automobile dans sa ville. La Patrouille 03, qui se cachait dans un meuble, lui donne l'idée d'éradiquer la pollution grâce au tout électrique et en organisant un concours de la voiture la moins polluante. Il ordonne alors au lieutenant Rhino de doter toutes les voitures de la ville un moteur électrique. Pour saboter le projet, Molo crée l'Électromonstre qui fera exploser et disjoncter tous les moteurs électriques, mais qui deviendra dans le même temps incontrôlable. Après être passé chez Snap, la Patrouille 03 tente de repérer la cachette de Molo grâce à un petit appareil qu'il a fabriqué. Ils finissent par trouver le camion de Molo. Carmen se charge de le charmer et de l'attirer hors de son laboratoire tandis que Shorty et Wilfred s'y infiltrent afin de créer un autre monstre qui stoppera l'Électromonstre. Ils finissent par s'entre-détruire. |                                   |                    |
| 8 | Diabolik                          |                    |
| Une course-poursuite s'engage entre la Patrouille 03 et Willy Hyena et Joe Pitt. Ces derniers finissent par être capturés par la Patrouille devant la mairie. Pour les récompenser, le maire décide de leur accorder des vacances. Entretemps, Pamela demande à Molo de créer un monstre, baptisé Diabolik, qui sèmera la pagaille en ville. |                                   |                    |
| 9 | Sale temps pour le bronzage       |                    |
| Le maire inaugure un nouveau type de douche publique à la plage devant ses administrés à l'approche d'un concours de surf. Cependant, un nuage glacial vient semer le trouble. La Patrouille 03, qui devait assister à l'inauguration, vient en aide au maire, littéralement congelé à cause du temps. On apprend par la suite que Molo était dans le coup, et que c'est lui qui avait inventé un concentré de froid polaire. Persuadée que Pamela est dans le coup également, la Patrouille 03 s'introduit dans son bureau afin de trouver une preuve : la poubelle dans laquelle elle s'était cachée pour espionner le maire pendant l'inauguration. Au jour de l'inauguration, la Patrouille 03 réussit à capturer Molo et son nuage grâce à un système spécial conçu par Snap. |                                   |                    |
| 10 | Le Zygomastoc                     |                    |
| Le maire tente de réparer un faux contact électrique, mais fait exploser sa mairie par inadvertance. Il a alors l'idée d'un concept d'émission de télévision, un appel à la générosité de ses citoyens pour sauver la mairie. Entretemps, Shorty et Carmen tente de faire retrouver le sourire à Wilfred qui tente d'entamer un régime. Ils se dirigent alors vers la boutique d'un vieil ami de Shorty, qui est clown de profession. Cependant, alors qu'il s'occupe de Wilfred, Molo lui vole son nez de clown pour le donner à son prochain monstre qu'il a enfermé dans une boite et donné à Pamela. La Patrouille 03 piègera ensuite Pamela en possession de la boite, et que Wilfred ouvrira par curiosité. Le monstre en liberté est retrouvé par Brutus, le chien domestiqué de Molo, mais s'échappe pour se retrouver au tournage de l'émission du maire. Sur place, Shorty fait une partie de barbichette avec le monstre, qui finir par rire le premier et donc à perdre son nez de clown avant de s'évaporer dans les airs. |                                   |                    |
| 11 | Le Scoumounito                    |                    |
| Pamela espionne une conversation téléphonique du maire avec le président qui lui annonce sa visite. Elle décide de voir Molo, qui mettait au point sa dernière créature : le Scoumounito, un petit ptérodactyle rouge à un œil qui, se par un simple regard, porte malheur. Il le met dans un appareil photo mécanique confié à Pamela, qui se chargera de le prendre en photo pendant qu'il répétera son discours pour la venue du président. La Patrouille 03, qui était sur place à ce moment, réussit à retourner son plan contre elle, qui finit par avoir la poisse. Elle chargera plus tard Willy Hyena de prendre le maire en photo ce qu'il parvient à faire pendant une inauguration, où il est humilié devant les caméras. Le maire est alors prêt à démissionner et Pamela se prépare à lui succéder. Entretemps, la Patrouille 03 entame une course-poursuite avec Willy Hyena. Sur la route, Pamela lui soutire l'appareil photo et parvient à maudire la Patrouille 03, sans effet. Par la suite, Pamela tente de saboter l'arrivée du président, mais son plan se retourne à nouveau contre elle. |                                   |                    |
| 12 | Molo fait des folies              |                    |
| Rien ne se passe comme il faut à la mairie. Le majordome ne cesse de jeter des tartes à la figure de tous ceux qu'il croise, et ce depuis qu'il a ouvert un bocal destiné au maire qui s'avérait être de la part de Pamela et Molo. On apprend que le bocal contenait un mousticus dingus qui, lorsqu'il pique, rend ses proies folles. Les deux chargeront Willy Hyena de se faufiler dans la mairie et lâcher un nouveau spécimen sur le maire. Cependant, Willy sous les ordres de Joe Bull, volera l'antidote pour contrer les effets des piqures au professeur Molo. Cependant, Willy tente désespérément de récupérer l'antidote perché en haut d'un bâtiment en construction. Entretemps, Molo, qui a trouvé un échantillon d'antidote, parvient à entrer dans la mairie et à mettre des moustiques dans les conduits d'aération. Wilfred, qui a été piqué par l'un d'entre eux quelques minutes plus tôt et qui se prend pour un superhéros, prend Molo en flagrant délit et l'asperge d'eau avant de sortir et enfermer Molo à double tours. Pris à son propre piège, Molo se fait piquer à son tour et se prend pour un pivert. La Patrouille 03 entre ensuite dans le bureau du maire pour tenter de le sauver des moustiques. In extremis, Shorty parvient à rafraîchir la salle, une température qui tue instantanément les moustiques. Ainsi, le maire est de nouveau sauvé. |                                   |                    |
| 13 | Doigts de fée                     |                    |
| Snap a inventé un nouveau robot multitâches qui cèdera pendant quelque temps aux services du maire. Pamela fera appel à Molo pour tenter de le mettre hors d'état de nuire. |                                   |                    |
| 14 | De toutes les couleurs            |                    |
| La Patrouille 03 est conviée chez le maire qui leur dira que le chef cuisinier Arturio Blanquette viendra ici-même pour préparer des repas. Il arrive effectivement, escorté par Pamela. Le chef, soucieux de la sécurité, exige du maire une serrure sur la porte d'entrée de la cuisine. Il fait alors appel à Snap qui invente un procédé personnalisé : seules les empreintes digitales du chef peuvent ouvrir la serrure, et si quelqu'un d'autre s'y essaye, il est automatiquement piégé. Pamela fait appel à Molo pour saboter la réception du maire et rendre les convives malades. Molo lui présente Bowling Bill, qui se transformera en Arturio, et qui devra prendre la place du vrai chef. |                                   |                    |
| 15 | Molo roule des mécaniques         |                    |
| Le maire convoque la Patrouille 03 et leur apprend qu'il a décidé de renouveler le réseau d'autobus. Pour ce faire, il a organisé un concours où seuls Snap et Joe Bull se sont inscrits. Il souhaite donc empêcher Bull de remporter le concours, autrement ce serait une catastrophe pour la ville. Sortis de la mairie, la Patrouille 03 prend le camion de Molo en chasse. Molo finit par leur lâcher un monstre gluant qui prend possession de leur voiture de police et la rend folle. Ils parviendront à le piéger dans un vase. L'épisode permet aussi de présenter de nouveaux personnages de la pège, Tutti et Quanti. Pamela chargera Tutti, Quanti et Willy Hyena de kidnapper Snap afin qu'il ne participe pas au concours. Snap, qui avait libéré le monstre capturé précédemment par la Patrouille mais qu'il a réussi à apprivoiser, est sauvé par ce dernier qui a failli être kidnappé par Tutti et Quanti, mais qui est finalement kidnappé par Hyena. La Patrouille parvient à repérer la cachette de Molo, mais tous arrivent à échapper. Leur plan se retournent contre eux lorsque Molo injecte le monstre dans son camion, permettant à Snap de remporter le concours. |                                   |                    |
| 16 | Chantillomonstre                  |                    |
| La Patrouille 03 est chargée de protéger la diva Marguarita Pizza, dont la suscptibilité va leur causer des torts. La diva a été conviée par le maire pour chanter à Los Diablos. Molo a donc l'idée d'entarter la diva à l'aide d'un robot afin de heurter sa susceptibilité. N'ayant pas assez de tartes à leur portée, Pamela charge Joe Bull et Willy Hyena de voler toutes les pâtisseries de la ville. |                                   |                    |
| 17 | L'escamotivore                    |                    |
| Le maire et son épouse répètent pour une pièce de théâtre dans leur ville. Cependant, Pamela va tenter de saboter la pièce en demandant à Molo de confectionner un plan. Il invente alors une plante qui, lorsqu'elle crache sa poudre, rend invisible. Avant le début de la pièce, le maire est rendu invisible. La pièce finit par commencer avec son épouse qui attend son arrivée sur scène. La Patrouille tente alors de retrouver le maire. Ils réussissent à le retrouver, et tentent de trouver l'antidote pour le rendre de nouveau visible. Ce qu'ils parviennent à faire alors que le maire entre sur scène et que la pièce a failli être sabotée. |                                   |                    |
| 18 | La patrouille se ramollit         |                    |
| Pour leurs services rendus à la ville, le maire attribue des médailles à la Patrouille 03. Irritée, Pamela demande à Molo de trouver une idée, cette dernière étant de créer une vague de cambriolages dans la ville et que la Patrouille 03 serait incapable de gérer. Elle organise donc un concours entre l'équipe de Rhino et de Shorty avec la clé la gestion du commissariat. Elle sabote le concours pour faire perdre Rhino et gagner la Patrouille. Ceci fait, l'équipe perdante part avec Pamela en cure de remise en forme à la plage. Entretemps, Molo donne une arme secrète à Joe Bull et Willy Hyena afin de mettre la pagaille en ville. Il s'agit de l'« arme qui rend mou » permettant de ramollir n'importe quelle matière. Au fil du temps et des cambriolages, le maire tente de faire revenir Pamela et ses équipes, voyant l'inefficacité de la Patrouille pour arrêter les voleurs en fuite. Pamela accepte à la seule condition de renvoyer la Patrouille 03. Renvoyés, la Patrouille se dirige chez Snap, qui découvrira que Joe et Hyena avaient utilisés sur eux un parfum qui rend mou. Il réussit à en extraire un échantillon pour en faire. La Patrouille ira voir Joe et Willy pour leur imposer ses règles, Shorty s'autoproclamant nouveau chef de la mafia. Il leur ordonne donc d'aller capturer Pamela contre une rançon. Le maire convoque Rhino à sa mairie, et le charge de retrouver Pamela. C'est finalement la Patrouille, en compagnie du maire, qui la retrouve et piège Joe et Willy. Ils sont de nouveau médaillés, cette fois par Pamela. |                                   |                    |
| 19 | Superbatmaire contre Godzikong    |                    |
| - |                                   |                    |
| 20 | Qui veut la peau de Gigi Rofar ?  |                    |
| - |                                   |                    |
| 21 | Le signe du rapace                |                    |
| - |                                   |                    |
| 22 | Le maire qui rétrécit             |                    |
| - |                                   |                    |
| 23 | Un monstre de fumée               |                    |
| - |                                   |                    |
| 24 | La patrouille s'envole            |                    |
| Le maire commande le ballon magique d'Al Papone qui exauce les vœux à l'aide d'une formule magique. Entretemps, il organise un concours sportif pour lequel l'un des policiers du commissariat est entraîné par Rhino. De leur côté, Molo et Pamela tentent de retrouver cette fameuse formule tout en voulant subtiliser le ballon magique en le remplaçant par un ballon ordinaire. Pour ce faire, Pamela entre par effraction dans le bureau du maire, mais la Patrouille 03 réussit à s'emparer du ballon avant elle. Au courant de leur jeu, Pamela se rend aux archives pour trouver la Patrouille et le ballon, mais n'y parvient pas. Entretemps, Wilfred est frappé par le ballon et peut désormais flotter en l'air. En réalité, on apprend que lorsqu'on frappe le ballon sur sa tête, la magie opère aussi longtemps que dure la bosse. Lors de la fouille des archives, Rhino est frappé sur la tête par le ballon qui était caché sur une étagère et devient un footballeur. Il est poursuivi par Pamela pendant un moment jusqu'au stade où Rhino remplacera le ballon magique par un ballon « règlementaire ». Pamela finit par reprendre le ballon des mains de Rhino et part chez Molo pour formuler son vœu. Cependant, à la suite d'une mauvaise formulation, « devenir le maire », elle devient littéralement et physiquement le maire. |                                   |                    |
| 25 | Opération Télévision              |                    |
| Molo sabote les communications télévisées du maire à l'aide d'un monstre qu'il a créé. |                                   |                    |
| 26 | Ahreu ! Ahreu ! Monsieur le maire |                    |
| Pamela demande à Molo de régresser le maire en un bébé afin de le rendre incompétent et impopulaire. La Patrouille 03 parvient à obtenir la formule de l'antidote de Molo. Molo est remis en prison et Pamela descend en grade pour devenir agent de la circulation. |                                   |                    |

## Personnages

### Personnages principaux
- Sergent Shorty : un basset hound court sur pattes. Considéré comme le leader du trio, il est souvent convoqué dans le bureau de Pamela Bondani pour répondre de certains faits. Court sur patte, il utilise son corps élastique et ses capacités de conducteur hors pair pour piéger certains malfaiteurs.

- Officier Carmen : une renarde bleue, vraisemblablement paralysée des jambes, se déplaçant dans un fauteuil roulant électrique. Aidé par les multiples gadgets de son fauteuil, elle n'hésite pas à donner de sa personne lors des interventions.

- Officier Wilfried : un grand et gros rat. Ses qualités d'enquêteurs permettent souvent à la Patrouille de trouver des indices et d'être mis sur la piste d'une affaire.

- Le Maire Alexandre Walrus : respecté et aimé par ses concitoyens ainsi que sa « femelle » Georgina, ce morse jouit d'une très bonne cote de popularité. Néanmoins, les catastrophes provoquées par Pamela Bondani et le Professeur Molo font grimper, quelquefois, le mécontentement au cœur de sa ville. Se sentant menacé, il décide d'engager la Patrouille 03 et d'en faire sa garde personnelle, leur demandant de l'aider à se défendre face aux plans machiavéliques du chef de la police. Il considère le trio comme ses amis.

- Pamela Bondani : chatte, chef de la police de Los Diablos et principale antagoniste de la série. Dotée d'un caractère autoritaire, elle n'hésite pas à rabaisser la Patrouille 03. Elle cherche également, grâce à l'aide du Professeur Molo, différentes moyens d'humilier le maire de la ville et ainsi prendre sa place. Elle est finalement démasquée dans l'épisode 26 (Ahreu ! Ahreu ! Monsieur le maire), quand la Patrouille 03 et le Maire la surprennent dans le repaire de Molo, cherchant ce dernier, ignorant qu'il a été arrêté et renvoyé en prison. Elle est démise de ses fonctions et mutée à la circulation.

- Professeur Molo : une taupe savant fou libéré de prison par Pamela Bondani, dans l'épisode 1. D'abord réticent, il accepte de l'aider. Taupe spécialisée dans la création de monstres en tout genre, il lâche ses créatures en plein cœur de la ville avec comme objectif d'y répandre le chaos et ainsi permettre à la chef de la police de prendre la place du Maire. Il est finalement renvoyé en prison par la Patrouille 03 dans l'épisode 26.

- Lieutenant Rhino : un rhinocéros, et second de Pamela Bondani, il suit les ordres de sa chef sans broncher. Cependant, il possède une force incroyable. Lui aussi, comme tout autre membre de la brigade, n'hésite pas à se moquer de la Patrouille et ses fous rires provoquent de véritables destructions.

### Personnages secondaires
- Snap : crocodile et garagiste à Los Diablos. Grand ami de la Patrouille 03, il répare très souvent leur véhicule tout en y ajoutant des petites nouveautés. Snap sert également d'indic quelquefois aux trois policiers. Il est également fou amoureux de Carmen.

- Joe Bull et Willy Hyena : ce sont un buffle et une hyène ; deux figures du grand banditisme à Los Diablos. Ils essayent souvent de mettre en place divers trafics ou à monter des arnaques. À quelques rares reprises, ils collaborent avec Pamela Bondani et le Professeur Molo. Leurs plans sont toujours contrés par la Patrouille 03 mais ils réussissent toujours à échapper à la capture.

## Distribution
- Mathieu Buscatto : Snap
- Sébastien Desjours : Shorty
- Alain Flick : Rhino, Willy Hyena
- Patrick Floersheim : Wilfred, Joe Bull
- Jean-François Kopf : Le Maire Walrus
- Françoise Pavy : Pamela Bondani, Georgina Walrus
- Laurence Saquet : Carmen
- Vincent Violette : Professeur Molo
- Brigitte Virtudes : Margarita Pizza

(Sauf mention contraire, les informations proviennent des sources suivantes : RS Doublage)